# Val Chisone
Das Val Chisone, okzitanisch Val Cluson, ist ein hochalpines Tal im piemontesischen Teil der Cottischen Alpen. Es zählt zu den okzitanischen Tälern des Piemonts an der Grenze zu Frankreich und gehört zum Gebiet der Metropolitanstadt Turin, vormals Provinz Turin. 
Das vom Chisone, okzitanisch Cluson, durchflossene Tal erstreckt sich über etwa 70 km von Sestriere-Pass bis an die Poebene nahe der Stadt Pinerolo, 30 km südwestlich von Turin. Nach weiteren 10 km im Flachland mündet der Chisone bei Garzigliana in den Pellice und dieser bald darauf in den Po.
Größere Orte im Tal sind (von Pinerolo flussaufwärts): San Germano Chisone, Villar Perosa, Pinasca, Perosa Argentina und im Oberlauf Roure, Fenestrelle/Usseaux, Pragelato und Sauze di Cesana. Bei Perosa zweigt nach Südwesten das Seitental Valle Germanasca ab.
Nachbartäler sind das Val di Susa im Norden und das Val Pellice im Süden.

## Geschichte
Die sogenannten Waldensertäler Pellice, Chisone und Germanasca waren vom Mittelalter bis zum 19. Jahrhundert Rückzugsgebiete der Waldenser. Die jahrhundertelange militärische Bedeutung des Val Chisone ist ablesbar an den Festungen von Pinerolo und Fenestrelle sowie an guterhaltenen Militärstraßen, die auf über 2000 m Höhe auf dem Höhenrücken zwischen Chisone- und Susa-Tal verlaufen.

## Tourismus

### Wandern
Bei Usseaux wird das Val Chisone von den alpinen Fernwanderwegen Grande Traversata delle Alpi / Sentiero Italia / Via Alpina gequert.

### Berghütten
- Rifugio Selleries – 2.030 m
- Rifugio Troncea – 1.915 m
- Rifugio Serafin – 1.594 m

### Wintersport
Sestriere, zusammen mit Sauze d’Oulx, Cesana Brianza, Sansicario, Claviere und Montgenevre (FR), ist Teil des Skigebiets „Via Lattea“ (deutsch: Milchstraße).
Via Lattea bietet 400 Pistenkilometer.

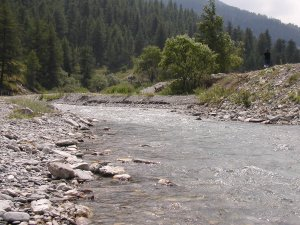
Der Fluss Chisone bei Pragelato
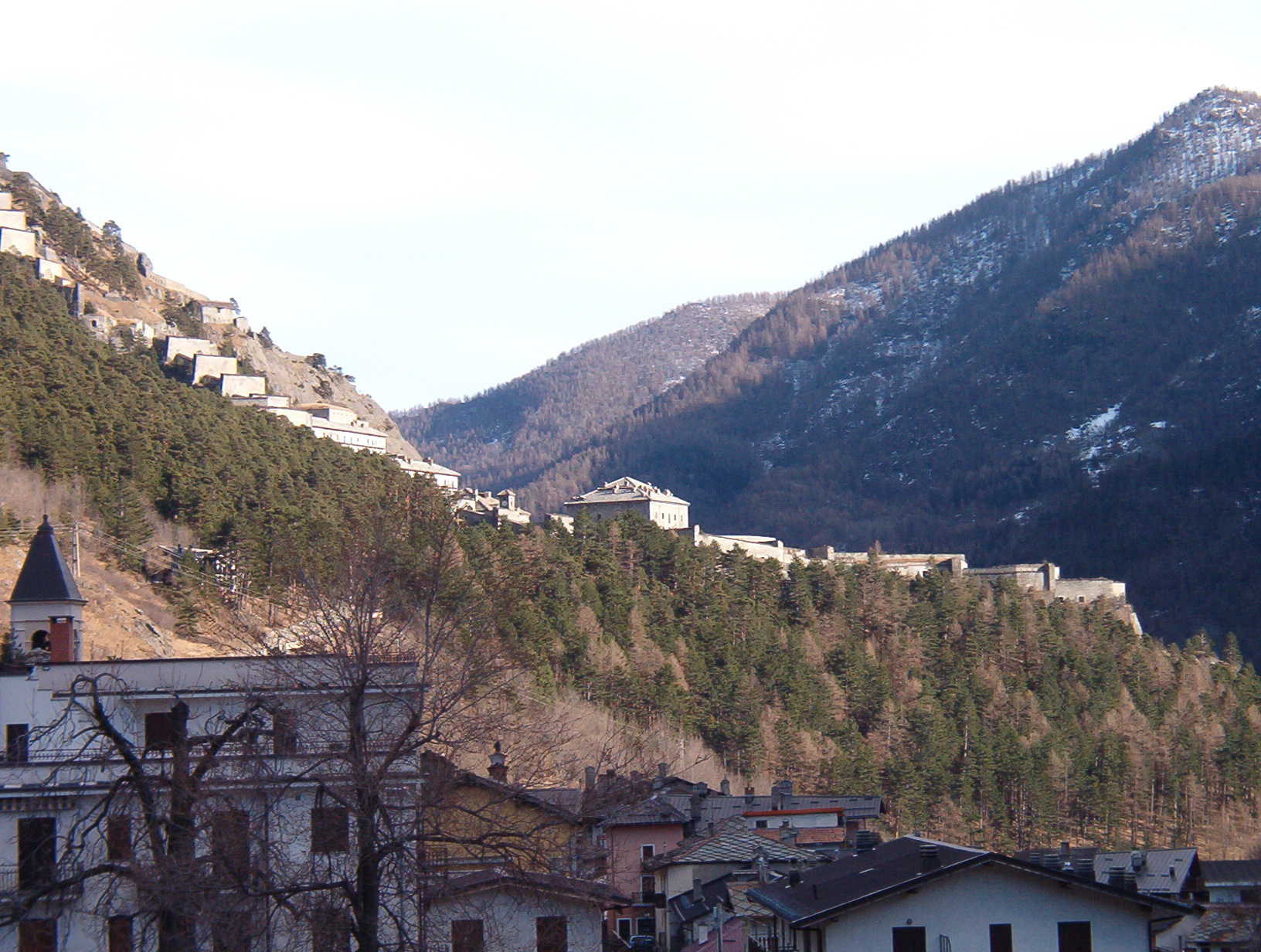
Die Festung Fenestrelle
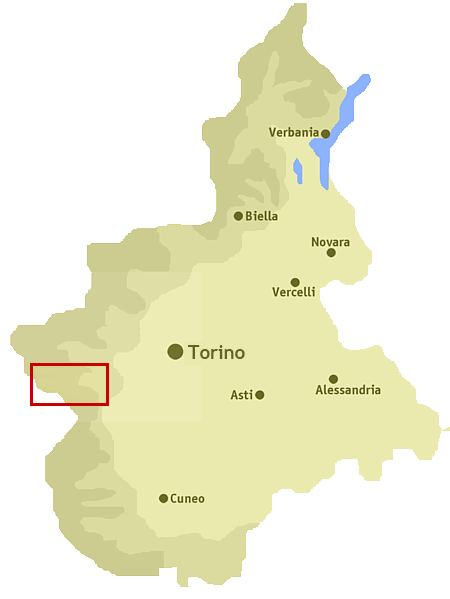
Val Chisone
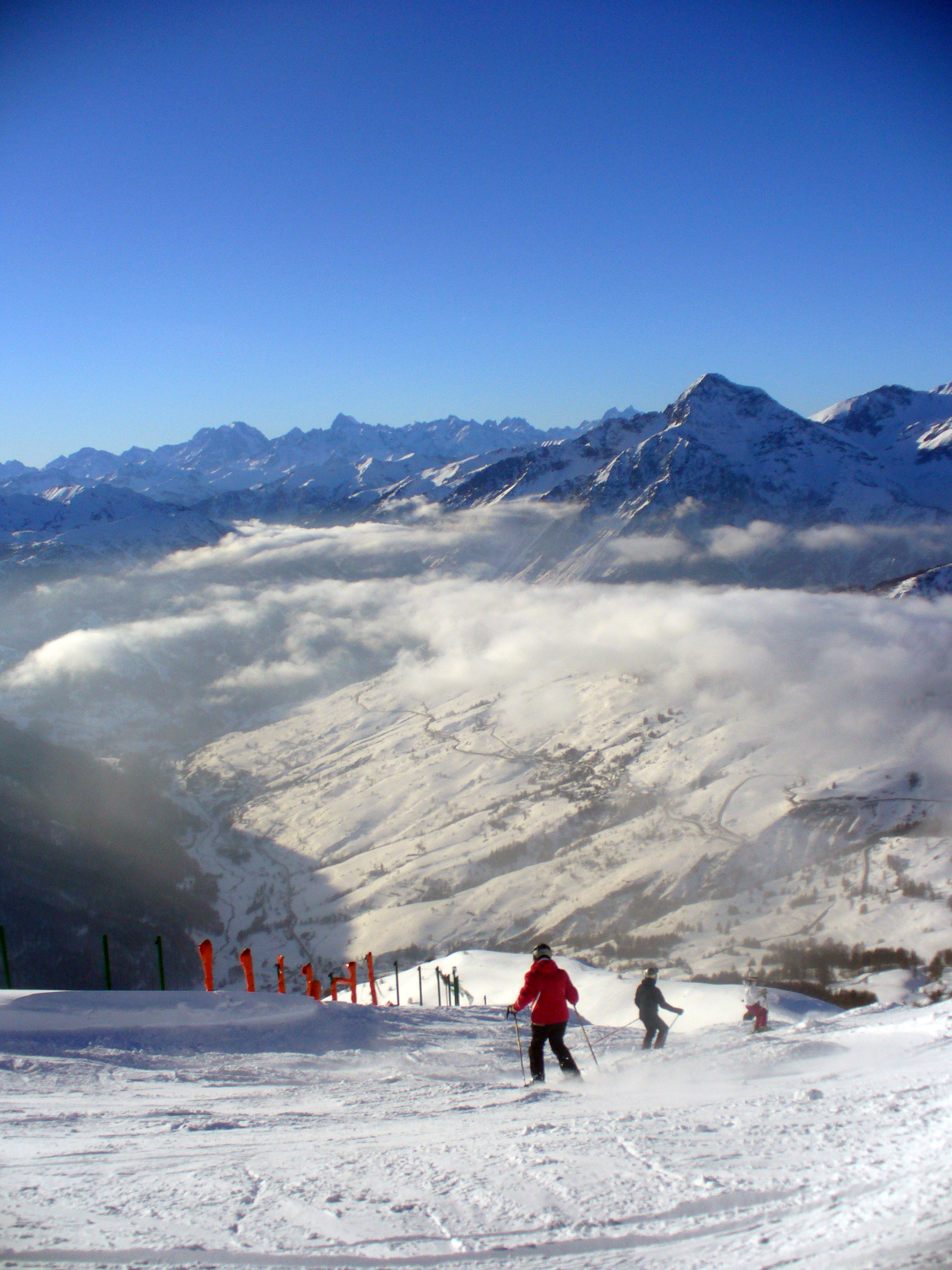
Monte Motta, Sestriere